# Svay Riengstadion
Het Svay Riengstadion is een multifunctioneel stadion in Svay Rieng, een stad in Cambodja. Het stadion wordt vooral gebruikt voor voetbalwedstrijden, de voetbalclub Preah Khan Reach maakt gebruik van dit stadion. In het stadion is plaats voor 2.000 toeschouwers. Het stadion werd geopend in 2015.